# Iacov Timciuc
Iacov Timciuc (n. 9 februarie 1954, satul Zarojeni, raionul Florești) este un om politic din Republica Moldova, care a îndeplinit funcțiile de ministru al energeticii (2001-2005) și ministru al administrației publice locale (2009).

## Biografie
Iacov Timciuc s-a născut la data de 9 februarie 1954, în satul Zarojeni (raionul Florești). A urmat studii la Institutul Politehnic din Chișinău (1971-1976), obțindând diploma de inginer și apoi la Academia de Administrare Publică pe lângă Președintele Republicii Moldova (1998-2001).
Căsatorit cu Timciuc Alla, are doi copii.
După absolvirea facultății, a lucrat ca inginer la Uzina experimentală de protezare și ortopedie (1976-1978), instructor la Comitetul raional al Comsomolului (1979-1980), inginer, șef de secție la Centrul de calcul al Ministerului Telecomunicațiilor (1980-1987), șef de secție la Uzina de computere personale (1987-1989), instructor în secția organizatorică a Comitetului raional al PCM (1989-1991), inginer-șef al Întreprinderii mici de producție „Pulsar” (1991-1992) și apoi director al Întreprinderii de producție și comerț „Conti” (1992-1998).
Devenit membru al PCRM, Iacov Timciuc a fost ales în anul 1998 ca deputat în Parlamentul Republicii Moldova din partea acestui partid. În anul 2001, pentru o scurtă perioadă, a îndeplinit funcția de prim-viceministru al economiei.
La data de 8 august 2001, prin Decret al președintelui Republicii Moldova, Iacov Timciuc, a fost numit în funcția de ministru al energeticii . Nu a mai fost inclus în noul guvern format de către Vasile Tarlev la 19 aprilie 2005.
La propunerea Ministerului Afacerilor Externe și Integrării Europene, la data de 11 mai 2006, Iacov Timciuc a fost numit în funcția de Ambasador Extraordinar și Plenipotențiar al Republicii Moldova în Republica Populară Chineză, cu reședința la Beijing . Prin cumul, el a fost numit în funcția de Ambasador Extraordinar și Plenipotențiar al Republicii Moldova în Republica Coreea (la 18 mai 2007 ).
La data de 10 iunie 2009, Iacov Timciuc a fost numit în funcția de ministru al administrației publice locale. A fost rechemat în țară din funcția de ambasador prin decretul Președintelui Republicii Moldova nr. 2240/12.06.2009.